# Prázdná kategorie
Prázdná kategorie je v lingvistice při studiu syntaxe prvek, který nemá žádnou fonologickou realizaci a proto není vyjádřený slovy. Prázdné kategorie se nazývají také skryté kategorie (anglicky covert categories), v protikladu k vyjádřeným kategoriím (anglicky overt categories), které jsou v mluveném nebo psaném projevu vyjádřeny slovy. Ve stromových strukturách se pro znázornění prázdné kategorie používá nulový symbol pro naznačení, že na příslušném místě existuje mentální kategorie, která v řeči není vyjádřena. Jev, který v roce 1981 pojmenoval a popsal Noam Chomsky ve svých přednáškách Lectures on Government and Binding: The Pisa Lectures (LGB), umožňuje vyřešit viditelná porušení lokality výběru – existují různé typy prázdných kategorií, z nichž každá zodpovídá za porušení lokality v jiném prostředí.

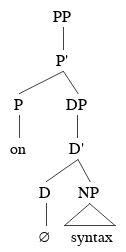
Předložková fráze (PP), ve které se objevuje nulový determinátor.

## Klasifikace
Existují dva hlavní typy prázdných kategorií: nulové determinátorové fráze a nulové hlavy. Tyto hlavní kategorie lze dále rozdělit:

### Nulové determinátorové fráze
Existují čtyři základní typy nulových determinátorových frází, které se objevují v různých prostředích: DP-stopa, WH-stopa, PRO, a pro. Tyto čtyři typy se obvykle rozlišují dvěma vazebnými vlastnostmi: anaforickým rysem [a] a pronominálním (zájmenným) rysem [p]. Kombinace přítomnosti nebo nepřítomnosti těchto dvou rysů dávají právě čtyři typy nulových determinátorových frází:
| [a] | [p] | Symbol | Jméno nulové DP | Odpovídající vyjádřený substantivní typ |
| --- | --- | ------ | --------------- | --------------------------------------- |
| -   | -   | t      | Wh-Stopa        | Referenční-výraz                        |
| -   | +   | pro    | “malé Pro“      | Zájmeno                                 |
| +   | -   | t      | DP-stopa        | anafora                                 |
| +   | +   | PRO    | “velké Pro“     | žádný                                   |

Symbol [+] ve sloupci [a] je anaforický rys, který znamená, že určitý prvek musí být vázaný ve své řídící kategorii. [+] ve sloupci [p] znamená zájmenný rys, který ukazuje, že prázdná kategorie zaujímá pozici zájmena. Znaménko minus u určitého rysu znamená, že daný typ nulového DP nemá příslušný rys.

### Nulové hlavy
Existuje mnoho typů nulových hlav, např. nulové determinátory a nulové komplementizéry. Všechny nulové hlavy jsou výsledkem nějaké operace posunu na podkladové struktuře, která přemístila lexikální jednotku z její původní pozice, a na jejím původním místě zůstala prázdná kategorie.
Prázdné kategorie jsou přítomné ve většině jazyků světa; různé jazyky se liší v tom, které kategorie mohou být prázdné.

## Generování prázdných kategorií
Ne všechny prázdné kategorie vstupují do odvození věty ve stejném okamžiku. DP-stopa i WH-stopa, i všechny nulové hlavy, vznikají pouze v důsledku operací posunu. Stopa je příhodný název pro syntaktickou pozici v hloubkové struktuře, která zůstane v místě, odkud bylo něco odsunuto. „PRO“ a „pro“ však nejsou výsledkem posunu a musí být vygenerované již v hloubkové struktuře. Jak v teorii řízenosti a vázání (anglicky Government and binding) tak v minimalismu je jedinou metodou generování báze lexikální vkládání. To znamená, že jak „PRO“ tak „pro“ jsou položky v mentálním lexikonu, na rozdíl od DP-stopy a Wh-stopy, a nulových hlav.

## Čtyři typy nulových determinátorových frází: klasická teorie

### PRO (velké Pro)

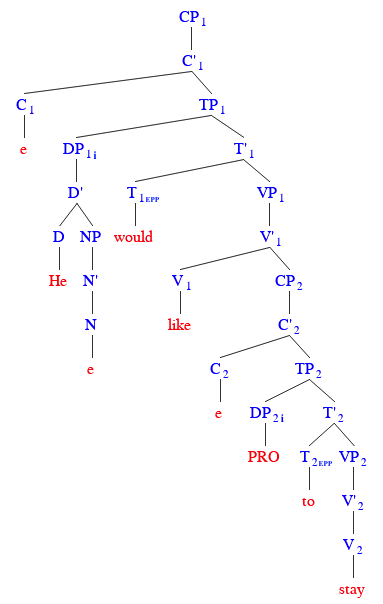
Tento příklad ukazuje „velké PRO“ v pozici podmětu vedlejší (vestavěné) věty, PRO se odkazuje na podmět [He] hlavní věty (koreference).

Podtřída prázdné kategorie označovaná PRO nazývaná „velké PRO“ je DP, která se objevuje v pozici, v níž není vyjádřen pád. PRO je univerzální lexikální prvek, o kterém říkáme, že se může objevit v každém jazyce v prostředí nefinitní vestavěné věty. Jeho výskyt však má omezení: PRO musí zabírat pozici specifikátoru vestavěné nefinitní věty, jak ukazuje následující příklad:

V prvním případě není použito PRO, ale vyjádřené zájmeno („you“) v pozici specifikátoru vestavěné nefinitní věty:
```
    1a) 
He
i
 would like you
j
 to stay.

        Byl bych rád, kdybys zůstala.
```

Pokud je podmět druhé nefinitní klauze totožný s podmětem první věty souvětí, bude použita prázdná kategorie PRO, která koreferuje s „He“, objevující se v pozici specifikátoru nefinitní vestavěné věty:
```
    1b) 
He
i
 would like PRO
i
 to stay.

        Byl by rád zůstal.
```

Frázový ukazatel této věty [Hei would like PROi to stay] znázorněný stromem vpravo ukazuje PRO vyjádřené na povrchové úrovni v pozici specifikátoru TP ve vestavěné větě, které koreferuje (odkazuje se) na podmět maticové věty. To můžeme interpretovat jako DP podmět [He], který kontroluje PRO. Jinými slovy, význam PRO je určen významem DP [He], protože koreferují. Jde o příklad konstrukce nazývané subject control, kde zájmenný podmět [He] je vybrán jak slovesem [like] hlavní věty, tak nefinitním slovesem [stay] vedlejší slovesné vazby, což si vynutilo zavedení nevyjádřené lexikální jednotky (PRO) jako podmětu vestavěné věty, aby se splnily selekční požadavky obou sloves. Existuje také object control, kdy význam PRO je řízen předmětem hlavní věty.
Zatímco význam PRO lze obvykle určit podle jeho řídicího členu (zde je jím podmět maticové věty), nemusí to tak být vždy. PRO může být jak řízené (“obligatory control“) nebo neřízené (“optional control“). Zjištění, že PRO se nechová přesně jako R-výrazy, anafory nebo zájmena (PRO je vlastně současně anaforou i zájmenem), vedlo k závěru, že musí jít o samostatnou kategorii. Někdy může být vázané, někdy koreferuje ve větě, a nepasuje do teorie vázání.
Všimněte si, že v moderních teoriích vestavěné věty, jejichž podmět je PRO, jsou CPs.

### pro(malé pro)
“Malé pro“ se objevuje v pozici podmětu finitní věty a má pád. DP může být ‘vypuštěna’ z věty, pokud jeho referenci je možné získat z kontextu; “pro“ je nevyjádřený protějšek vyjádřeného zájmene. Španělština je příklad jazyka s bohatou morfologií, která dovoluje vypouštět podmět. Značení shody na slovese ve španělština umožňuje identifikovat podmět, i když není vyjádřen. To v angličtině není možné, protože značení shody v angličtině není dostačující, aby posluchač byl schopen odvodit význam chybějícího referentu.
Příkladem pro-drop jazyka je čínština, kde jak podmět tak předměty lze vypustit z vyslovované části finitní věty, a jejich význam zůstává jasné z kontextu. V pro-drop jazycích mohou nevyjádřené členy „pro“ nahradit všechna vyjádřená zájmena, takže věta s nevyjádřeným podmětem i předmětem může být gramaticky správná:
Následující příklad ukazuje, jak může vypadat čínská otázka, v níž je „Zhangsan“ podmět a „Lisi“ předmět:
| 2a) | Zhangsan               | kanjian | Lisi | le  | ma? |
|     | Zhangsan               | vidět   | Lisi | ASP | Q?  |
|     | ‘Viděl Zhangsan Lisi?’ |         |      |     |     |

Následuje příklad odpovědi na uvedenou otázku. Podmět i předmět nemusí být vyjádřeny; i když jsou zájmena vypuštěna, lze význam věty získat. (Kulaté závorky indikují nepovinný prvek.)
| 2b) | (ta)      | kanjian | (ta) | le. |
|     | Viděl ho. |         |      |     |

Stejná situace může nastat s vyjádřením zájmene v angličtině, jako ve větě “John said I saw him”, kde je pravděpodobnost výběru [John] jako antecedentu [him] je jasně větší než výběr jiné osoby.
V příkladu 3) musí nulový předmět odkazovat na podmět maticové věty [Zhangsan], ale ne na vestavěný podmět [Lisi], protože podmínka C vázání vyžaduje, aby byl volný. (Hranaté závorky indikují, že prvek je skrytý (nevyjádřený), jako v druhém anglickém překladu.)
| 3) | Zhangsan                                 | shuo | Lisi | hen   | xihuan. |
|    | Zhangsan                                 | říci | Lisi | velmi | rád.    |
|    | 'Zhangsan řekl, že Lisi měl rád [jeho].' |      |      |       |         |

### DP-stopa (tDP)

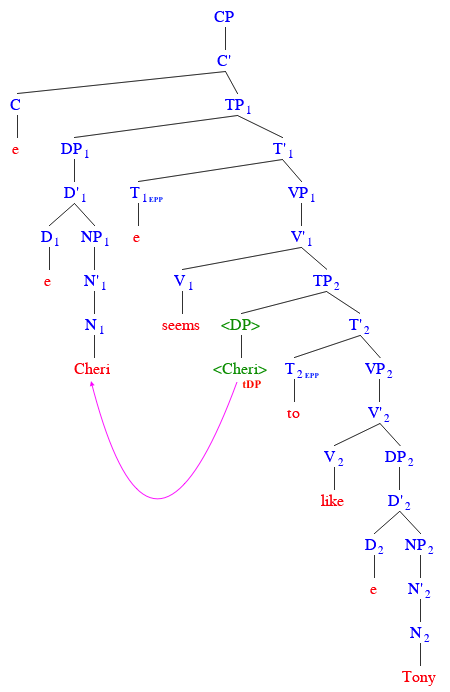
Tento příklad ukazuje posuv DP [Cheri] z pozice specifikátoru vestavěné nefinitní věty do pozice specifikátoru TP v maticové větě.

V určitých syntaktických prostředích (například specifikátor VP a pozice specifikátoru TP, který vnáší nefinitní sloveso), nemohou být pádové vlastnosti “vybrány”, a determinátorová fráze se musí ve frázové struktuře posunout, aby vybírala pádové vlastnosti. Když se to stane, aktivuje se pravidlo přesunu, a struktura je změněna, takže DP se objeví ve větě v pozici, na kterou bylo přesunuto; DP-stopa je prázdná kategorie, která se objeví v místě, kde původně (v podkladové reprezentaci) byla DP, a označuje syntaktické místo ve stromě, které původně zaujímalo DP. DP-stopa je nalezen v komplementární rozdělení na PRO.
Podkladové pořadí slov ve větě „Cheri seems to like Tony.“
```
4a) 
[ ] seems Cheri to like Tony.
```

Mluvený tvar věty „Cheri seems to like Tony.“
```
4b) 
Cheri seems [ t
DP
 ] to like Tony.
```

* Hranaté závorky v celém příkladu 4 indikují prázdnou kategorii DP
Tento příklad z angličtiny ukazuje, že DP [Cheri] je původně zaveden v pozici specifikátoru vestavěné nefinitní věty, před se šíří do pozice specifikátoru maticové věty. Tento přesun stane v případě zkontrolovat vlastnosti raising slovesa [se zdá], a v původní pozici DP ponechá DP-stopu (tDP). Můžete používat pozici DP-stopy pro identifikaci, kde DP je zaveden v podkladové struktuře.

### WH-stopa (tWH)

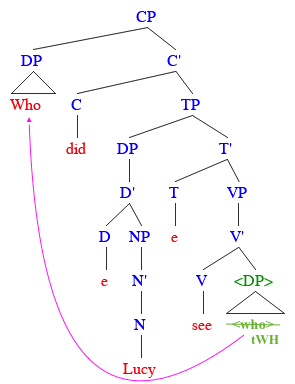
Tento příklad ukazuje posun „WH“ DP [who] z pozice komplementu slovesa do pozice specifikátoru CP.

Determinátorové fráze se mohou posunout z jiného důvodu: v případě Wh-otázek. V angličtině tyto otázky začínají slovy na <wh> (například who/whom, what, when, where, why, which a how); slova, která mají stejnou funkci v jiných jazycích nemusí začínat <wh>, ale stejně se v tomto případě označují za “Wh-položky”. Odpovědí na tyto otázky nemůže být ano nebo ne; musí se na ně odpovídat frází, které obsahuje požadovanou informaci. Wh-položky podléhají Wh-posunu do pozice specifikátoru CP, a ve své původní pozici zanechávají Wh-stopu (tWH). Stejně jako u DP-posunu, je tento posun výsledkem ohodnocení rysů, v tomto případě kontroly rysu [+WH] v C.
Pro vytvoření Wh-otázka v dalším příkladu se DP [who] posune do pozice specifikátoru CP, a zanechá ve své původní pozici Wh-stopu. Způsobené/navržený rozšířená projekce princip, existuje DP posuv do pozice specifikátoru TP. Existuje také posuv T do C, s přidáním tvaru slovesa do. Tyto dodatečné operace posuvu nejsou v daném příkladu pro jednoduchost uvedené.
Příklad 5: Podkladové pořadí slov ve větě “Who did Lucy see?” (Hranaté závorky v příkladu 5 indikují prázdnou kategorii.)
```
5a) 
[ ] did Lucy see who
```

Mluvený form věty „Who did Lucy see?“
```
4b) 
who did Lucy see [ t
WH
 ]?
```

* Hranaté závorky v příkladu 5 indikují prázdnou kategorii.
* Je vidět, kde bylo slovo „who“ v počátečním pořadí slov, podle pozice WH-Stopy v mluvené formě.
Strom vpravo znázorňuje tento příklad WH-stopy. Na počátku je věta „[CP] did Lucy see who,” která má prázdnou pozici specifikátoru CP indikovanou hranatými závorkami. Poté, co je Wh-položka [who] přemístěna do pozice specifikátoru CP, zůstane na konci v původní pozici slova [who] prázdná pozice. Na tomto místě zůstane WH-stopa.
Mezi WH-položkou a větami s komplementizéry je speciální vztah:
```
 5a) 
[
DP
 The person [
CP
 who Ø
C
 [
TP
likes Max
]]]
 is here.
```

```
 5b) 
[
DP
 The person [
CP
 t
WH
 that [
TP
likes Max
]]]
 is here.
```

```
 5c) 
* [
DP
 The person [
CP
 t
WH
 Ø
C
 [
TP
likes Max
]]]
 is here.
```

V tomto příkladu může mít komplementizér nebo WH-položka nulovou kategorii, a jeden nebo druhý mohou být nulové. Oba však nulové být nemohou, pokud WH-položka je podmět.
Je důležité si zapamatovat, že DP-stopa a WH-stopa jsou výsledkem operace přesunu, zatímco „pro“ a „PRO“ musí být generované v bázi.

## Typy nulových hlav
Nejen determinátorové fráze mohou být prázdné; funkční kategorie mohou být také prázdné. Nulové determinátory a nulové komplementizéry jsou prázdné kategorie, které jsou výsledkem pozdějšího výzkumu. Tyto nulové hlavy jsou pozice, který se na povrchové úrovni nevyjadřují, ale nejsou obsaženy v tabulce anaforických a zájmenných vlastností, ve které jsou shrnuty jiné typy prázdných kategorií.

### Nulový determinátory

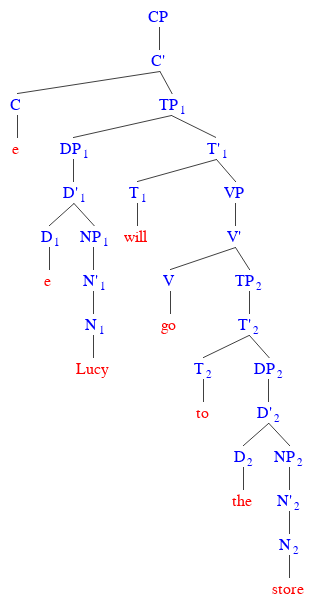
Tento příklad znázorňuje existenci nulového determinátoru v DP1, kde vlastní jméno „Lucy“ neumožňuje determinátor být připojený na to.

Nulové determinátory se používají především v takovém případě, kdy theta role slovesa umožňuje pouze volbu DP jako frázové kategorie ve větě (bez volby pro D hlavu). Vlastní jména a zájmena nemohou mít determinátor, i když jsou stále částí DP fráze. V tomto případě potřebujeme, aby řídicí prvek (hlava) fráze byla nulová kategorie. Protože hlavou determinátorové fráze je determinátor, ale v tomto případě máme NPs, které nepředchází determinátor, používá se nulový symbol (e nebo Ø) pro znázornění nulového determinátoru na začátku DP.
Příklady substantiv, která nepotřebují determinátor:
```
[
DP
Ø Lucy]
```

```
[
DP
Ø she]
```

Nulové determinátory se dále dělí na stejný třídy jako vyjádřené determinátory, protože různé nulové determinátory se vyskytují v různých gramatických kontextech:
Ø[+PROPER]
```
NP
[+PROPER,-PRONOUN]
```

Ø[,+PRONOUN]
```
NP
[-PLURAL, -PROPER, +PRONOUN]
```

Ø[+PLURAL]
```
NP
[+PLURAL, -PROPER, -PRONOUN]
```

### Nulové komplementizéry
V křížových lingvistických datech byla často potvrzena prostředí bez komplementizéru (fráze, které namají vyjádřený prvek C). Komplementizér je často volitelně přítomný ve frázi:
Kulaté závorky v následujícím příkladu obsahují nepovinný (obligatorní, fakultativní) prvek. V příkladu (b) byl nepovinný prvek vynechán, takže pozice C zůstala prázdná.
```
6a) She thinks (that) the cat is cute.
```

```
b) She thinks Ø the cat is cute.
```

Kvůli existenci nulových komplementizérů byly vytvořeny teorie, které se snaží vysvětlit prostředí bez komplementizéru: Hypotéza CP a Hypotéza IP.
Hypotéza CP říká, že finitní vedlejší věty, v nichž není vyjádřené C na povrchové úrovni, obsahují CP vrstvu, která se promítá jako prázdná (nevyjádřená) C hlava.
Určité důkazy pro toto tvrzení pocházejí z křížové lingvistické analýzy vytváření zjišťovacích otázek, kde inverze podmětu a pomocného slovesa (která se používá v angličtině) se zdá být komplementární k vyjádření značkovače otázky komplementizérem (například v irštině). Tyto práce naznačovaly, že nejde o dva různé mechanismy pro vytváření zjišťovacích otázek, ale že inverze jednoduše obsahuje zvláštní typ nevyjádřeného komplementizéru vyznačeného otázkou. Toto tvrzení je další podporou faktu, že v angličtině existuje prostředí – jmenovitě, vestavěné otázky – které využívá vyjádření otázky vyznačením C “if”, a že tyto fráze nevyužívají inverzi.
Kromě toho některá přesvědčivá data z nářečí Kansai japonštiny, ve kterém stejné zájmeno může vyvolávat různé významy podle toho, kam je připojeno ve větě, také hovoří pro existenci nulového C. Například jak prostředí bez komplementizéru tak v prostředí s ním adverbiální částice dake (“pouze”) vyvolává stejný frázový význam:
```
7a) Adverbiální 
dake
 (“pouze”) připojený na komplementizér:
```

| 7a) | John-wa                                   | [Mary-ga | okot-ta        | tte-dake] | yuu-ta. |
|     | John-ToP                                  | Mary-NOM | rozzlobit-PAST | že-pouze  | říci-P  |
|     | ‘John řekl pouze, že se Mary rozzlobila.' |          |                |           |         |

| 7a) | John-wa                                   | [Mary-ga | okot-ta        | tte-dake] | yuu-ta. |
|     | John-ToP                                  | Mary-NOM | get.angry-PAST | that-only | say-P   |
|     | ‘John řekl pouze, že se Mary rozzlobila.' |          |                |           |         |

```
7b) Averbial 
dake
 (“pouze”) připojený na frázi bez komplementizéru:
```

| 7b) | John-wa                                   | [Mary-ga | okot-ta        | dake] | yuu-ta.  |
|     | John-TOP                                  | Mary-NOM | get.angry-PAST | only  | say-PAST |
|     | 'John řekl pouze, že se Mary rozzlobila.' |          |                |       |          |

Interpretace (a) i (b) je následující: “mezi několika věcmi, které John možná řekl, John řekl pouze, že se Mary rozzlobila”
```
7c) Adverbiální 
dake
 (“pouze”) připojený na tense:
```

| 7b) | John-wa                                                    | [Mary-ga | okot-ta-dake        | tte] | yuu-ta. |
|     | John-ToP                                                   | Mary-NOM | get.angry-PAST-only | that | say     |
|     | 'John řekl, že to je pouze případ, že se Mary rozzlobila.' |          |                     |      |         |

Interpretace (c) je následující: “John said that among a number of people that might have gotten angry, only Mary did.”
Příklad (c) ukazuje, že zájmeno musí vyvolávat jiný význam než v (a), pokud je připojeno k jakékoli jiné položce než C. Protože (a) a (b) dávají stejné interpretace, toto ukazuje, že adverbiální částice musí být v obou větách připojena ve stejném bodě. V (a), zájmeno „dake“ je jasně připojené k C; tedy i v prostředí bez komplementizéru (b), musí být zájmeno „dake“ stále připojené k C, což ukazuje existenci nulového komplementizéru v této frázi.
Naproti tomu IP Hypotéza říká, že vrstva komplementizéru ve větách, v nichž komplementizér není vyjádřen, prostě neexistuje.
Literatura, která obhajuje tuto hypotézu, vychází z toho, že existují určitá syntaktická prostředí, v nichž by nulová hlava C porušovala pravidla řízenosti podle Principu Prázdné Kategorie, a proto nemůže být povolena.
Jiné práce se zaměřují na rozdíly v možnostech gramatické adjunkce u vět s “that” a bez “that” v angličtině, za které CP Hypotéza zdánlivě nemůže zodpovídat. To říká, že podle CP hypotézy jsou obě věty CPs a proto musí vykazovat stejné možnosti adjunkce; to však v datech nevidíme. Místo toho se rozdíly v gramatické správnosti objevují v prostředí topikalizace a adverbiálních adjunkcí. V této oblasti IP Hypotéza dohání nevýhody hypotézy CP.
V islandštině například sloveso “vonast til“ vyžaduje infinitivní komplement:
| 8a) | Strákarnir                              | vonast    | til | að | PRO | verða  | aðstoðaðir.             |
|     | boy.PL.M.DEF                            | hope.PL.3 | for | to | {}  | become | assisted.PRET.PTCP.PL.M |
|     | 'Chlapci doufali, že jim někdo pomůže.' |           |     |    |     |        |                         |

Zatímco v lotyštině ekvivalentní sloveso „cerēt“ vyžaduje vyjádřenou komplementizérovou frázi:
| 8b) | Zēni                                    | cer,   | ka   | viņiem      | kāds    | palīdzēs.  |
|     | boy.PL                                  | hope.3 | that | they.DAT.PL | someone | help.FUT.3 |
|     | 'Chlapci doufají, že jim někdo pomůže.' |        |      |             |         |            |

Obě hypotézy mají své silné stránky, ale obě mají také významné nevýhody. Pro vytvoření šířeji přijímané teorie je třeba další výzkum.

## VP-shells a prázdný Vs

### Ditranzitivní slovesa
Slovesa se třemi argumenty působí problémy v X-bar theory, která neumožňuje ternární větvení stromů. Proto se používá druhá slovesná fráze (VP), nazývaná skořápková (anglicky VP shell), aby se udělal prostor pro třetí argument. Tím vznikne nulové V: 
Sloveso „put“ se posunuje do vyššího V, aby bylo možné přiřadit pád druhému argumentu „the key.“

### Kauzativa
Uvažujme následující věty:
9a) The towel was wet.
9b) They will wet the towel.
9c) This will wet the towels.
Selekční vlastnosti – „ towel“ je vždy považován za podmět slova „wet“ – což naznačuje existenci nevyjádřeného V, které nese kauzativní význam. Jinými slovy, za theta-roli předmětu je odpovědná hlava.

## Otázky osvojování jazyka a jiné možné aplikace
Jednou z hlavních otázek, které se objevují v lingvistice při zkoumání gramatických konceptů, je, jak si je osvojují děti, když se učí svůj mateřský jazyk. Pro prázdné kategorie je to zvláště zajímavé zvážení, protože, když se děti ptají na určitý předmět, jejich opatrovníci obvykle odpovídají “dětským jazykem”. A v něm někdy prázdné kategorie chybí, jako např. v odpovědi na požadavek na určitý předmětem vznesený dítětem. Rodiče někdy odpovídají “You want what?” místo “What do you want?”. V této větě se tázací slovo neposunuje, a proto ve větě, kterou dítě slyší, není wh-stopa. Možným vysvětlením konečného osvojení pojmu prázdné kategorie jsou, že dítě pak zjistí, že dokonce i když neslyší slovo v původní pozici, předpokládá, že tam stále je, protože je zvyklé ho tam slyšet.
Na začátku osvojování jazyka nemají děti konkrétní koncept prázdné kategorie; jde jednoduše o slabší verzi konceptu. Zmiňuje se, že ‘tematická řízenost’ může být to jediné, co malé dítě zná, a že to pro rozpoznání konceptu prázdné kategorie stačí. Naučení, jak fungují určité aspekty prázdné kategorie (vyznačování pádů, vlastnosti monotonie, atd., si vyžaduje určitou dobu).